# Florín aragonés
El Florín de Aragón, nombre por el que fue conocido en la época en todos los estados europeos por donde se difundió, era una moneda de oro con un peso medio de 3,42 gr. Inicialmente su valor osciló entre los once y los catorce sueldos aragoneses y su ley, de 24 quilates menos cuarto en su primera emisión de 1346, pronto fue disminuyendo hasta los 18 e incluso 16 quilates. Hacia 1370 la cotización de las acuñadas en Santa María la Mayor de Zaragoza era de once sueldos, y la ley de 18 quilates, que fue la que mantuvo hasta su desaparición.
La tipología de esta moneda fue tomada del florín, una moneda originaria de Florencia que después se imitó en toda Europa. Desde 1252 el Fiorino d'oro era el áureo típico de la República de Florencia, y se llamaba así porque tenía grabado un lirio o flor de los Médici. El florín de Aragón imitó en el anverso la iconografía de San Juan Bautista y en el reverso el lirio, emblema de Florencia, pero con la leyenda ARAGO.REX, la inicial del rey de Aragón y la marca de la ceca donde se acuñó, en lugar de la inscripción FLORENTIA del florín florentino.
Las Cortes de los diversos estados regidos por Pedro IV de Aragón se oponían a la introducción de una nueva moneda, que, sin embargo, era necesaria a mediados del siglo XIV para atender las grandes sumas de dinero que debía manejar la Corona. Por ello Pedro IV buscó la solución acuñando en 1346 los nuevos florines en Perpiñán —recién incorporado como plaza de soberanía real a la corona junto con el reino de Mallorca— sin indicación del nombre del rey ni de la ceca donde se acuñaban. Una vez que su difusión subrepticia hizo asumir su uso en todos los territorios del rey de Aragón, comenzaron a acuñarse en otros estados de la Corona hasta el reinado de Fernando el Católico con la denominación de Florí d'or d'Aragó.
Hubo además acuñaciones medio florín y de un cuarto de florín con la misma tipología que las monedas mayores. Asimismo, algunos reyes de Castilla que pretendían la monarquía de Aragón acuñaron florines. Enrique II de Castilla los acuñó «a senyal d´Aragó», y también los emitió Enrique IV.
El florín, en la Corona de Aragón, fue paulatinamente sustituido por el ducado a lo largo del siglo XVI.